# Francisco Amarante
Francisco Jose Ribau Amarante (Aveiro; 24 de marzo de 2000) es un baloncestista portugués que pertenece a la plantilla del Oviedo Club Baloncesto de la Primera FEB. Con 1,93 metros de estatura, juega en la posición de escolta.

## Trayectoria deportiva
Nacido en Aveiro, Amarante se formó en las categorías inferiores del Dragon Force, hasta debutar con el primer equipo del FC Porto (baloncesto) en la temporada 2018-19.
En la temporada 2022-23, disputó 31 encuentros de la competición local con una participación de 18 minutos, 5,3 puntos, 2,9 rebotes y 2,2 asistencias por noche. Asimismo, en la FIBA Europe Cup acumuló 16 minutos de juego en sus 14 partidos disputados.
El 8 de agosto de 2023, firma por el Oviedo Club Baloncesto de la Liga LEB Oro.

### Selección nacional
En 2020 hace su debut internacional con la Selección de baloncesto de Portugal y se convertiría en un habitual en las convocatorias durante la fase de clasificación para la Copa del Mundo 2023. Con su selección promedia 18 minutos por partido, 4 puntos y un 37% de acierto en lanzamiento de tres.